# Falsotmesisternus zygoceroides
Falsotmesisternus zygoceroides là một loài bọ cánh cứng trong họ Cerambycidae.